# Méridahakenschnabel
Der Méridahakenschnabel (Diglossa gloriosa) ist eine Vogelart aus der Familie der Tangaren (Thraupidae). Diese endemische Art hat ein großes Verbreitungsgebiet, das sich auf das südamerikanische Land Venezuela beschränkt. Der Bestand wird von der IUCN als nicht gefährdet (Least Concern) eingeschätzt.

## Merkmale

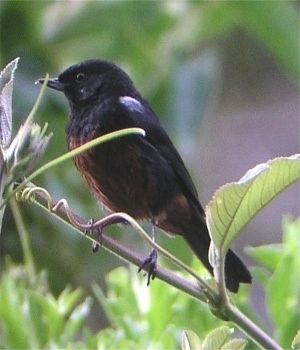
Méridahakenschnabel

Der Méridahakenschnabel erreicht eine Körperlänge von etwa 12,5 bis 13,5 Zentimetern bei einem Gewicht von ca. 11 Gramm. Der größte Teil des Gefieders ist dunkel schwarz, wobei dieses Schwarz nicht glänzt. An der Schulter findet sich ein grauer dreieckiger Fleck. Außerdem hat er einen blassblaugrauen Brauenstrich und Bürzel. Ab dem mittleren Teil der Brust über den Bauch bis zu den Unterschwanzdecken ist er kastanienfarben. Die grauen Flanken sind im Feld nur schwer zu erkennen. Oft – aber nicht immer – hat er an den Wangen rotbraune Sprenkel, was auf einen gewissen Grad von Hybridisierung mit anderen Hakenschnäbeln hinweist. Es besteht bei dieser Art kein ausgeprägter Geschlechtsdimorphismus.
Immature Vögel haben eine olivbraune Oberseite. An Kehle und Brust sind sie braun gestreift. Diese Färbung geht zum hinteren Teil der Unterseite in ein rostiges Braungelb über.

## Verbreitung und Lebensraum

Verbreitungsgebiet des Méridahakenschnabels (grün)

Die Vögel kommen in von Menschen kultivierten Gebieten mit buschigen Hecken, blumenbewachsenen Gärten, isolierten kleineren Krüppelwäldern sowie Gestrüpp nahe der Baumgrenze und darüber hinaus vor. Dabei favorisieren sie die trockenen und eher offenen Täler in den Hochebenen. Nur selten sieht man sie in feuchteren Landschaften. Ihre Heimat sind die Anden von Táchira, Mérida und Trujillo in Höhen zwischen 2500 und 4150 Meter. Nördlich kann man sie bis an den 3.585 Meter hohen Páramo Cendé an der Grenze zum Bundesstaat Lara entdecken.

## Verhalten
Méridahakenschnäbel verhalten sich ähnlich wie Stahlhakenschnabel (Diglossa lafresnayii) und Schwarzhakenschnabel (Diglossa humeralis). Durch ihr übernervöses Gebaren kann man sie relativ leicht entdecken. Normalerweise sind die Vögel alleine oder in Paaren unterwegs und arbeiten sich von Blumenblüte zu Blumenblüte, welche sie nacheinander mit ihrem Schnabel durchbohren. In der Brutzeit verteidigen die Paare aggressiv ihr Revier. Außerhalb der Brutzeit verteidigen sie ihr Territorium alleine. Ihr napfförmiges Nest aus Gras und Moos bauen sie vorzugsweise an Böschungen.

## Kladistik
Zusammen mit dem Schwarzhakenschnabel (Diglossa humeralis), dem Schwarzkehl-Hakenschnabel (Diglossa brunneiventris) und dem Graubauch-Hakenschnabel (Diglossa carbonaria) bilden sie eine Superspezies.

## Etymologie
Der Gattungsname ist von griechisch dis, di- (= zwei) und glossa (= Zunge) abgeleitet und bezieht sich auf die typische U-förmige Zunge dieser Gattung. Der zweite Teil des Taxons gloriosa leitet sich aus dem lateinischen Wort gloriosus für „ruhmreich“ ab.